# Gastrotheca marsupiata
Gastrotheca marsupiata é uma espécie de anura  da família Hemiphractidae.
É endémica de Bolívia.